# Tomioka Eisen
Tomioka Eisen est un nom japonais traditionnel ; le nom de famille (ou le nom d'école), Tomioka, précède donc le prénom (ou le nom d'artiste).
Tomioka Eisen (富岡 永洗) est un artiste japonais d'estampes ukiyo-e né le 28 avril 1864 dans la préfecture de Nagano sous le nom de Tomioka Hidetaro et mort le 3 août 1905.

## Carrière
Né d'un père modeste samouraï de la préfecture de Nagano le 28 avril 1864, Tomioka Hidetaro monte très jeune à Tokyo dans l'objectif de devenir artiste. Il est tout d'abord contraint pour subsister d'y travailler comme employé civil de l'armée.
À partir de 1882 Il étudie auprès de Kobayashi Eitaku. Il démissionne de son emploi en 1900 pour se consacrer à la production de kuchi-e, estampes destinées aux frontispices de livres ou à accompagner la diffusion des journaux et des magazines, très à la mode vers la fin de l'ère Meiji. Bien payé par ses donneurs d'ordres éditeurs, il remporte une médaille d'argent à la première exposition commune organisée par l'Institut des arts du Japon et l'Association de peinture japonaise. Il est à plusieurs reprises membre du jury lors d'expositions suivantes.
Il meurt en 1905 à 41 ans, alors que le mouvement kuchi-e est toujours dans son âge d'or.

## Galerie

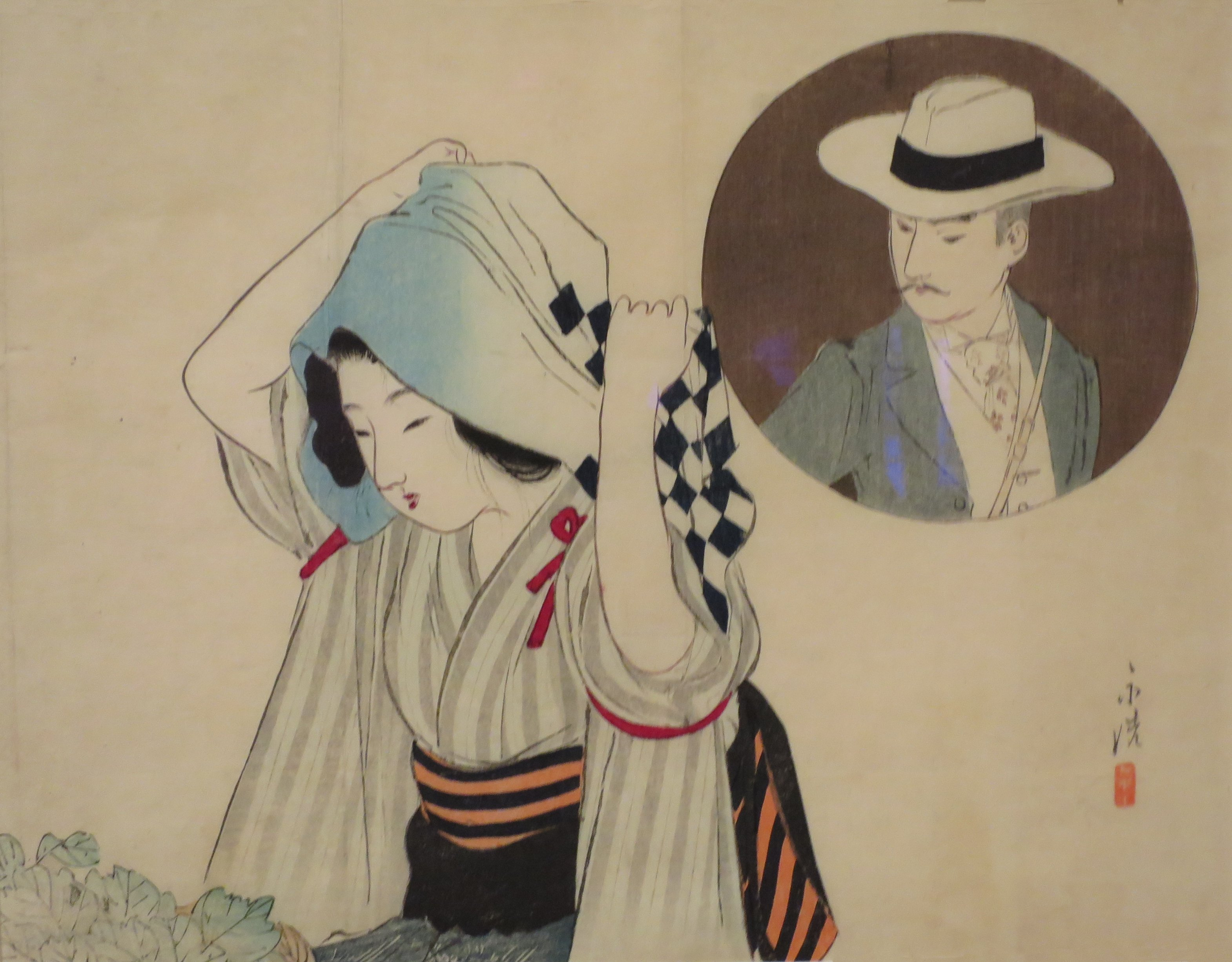
Caché dans les montagnes profondes, 1900
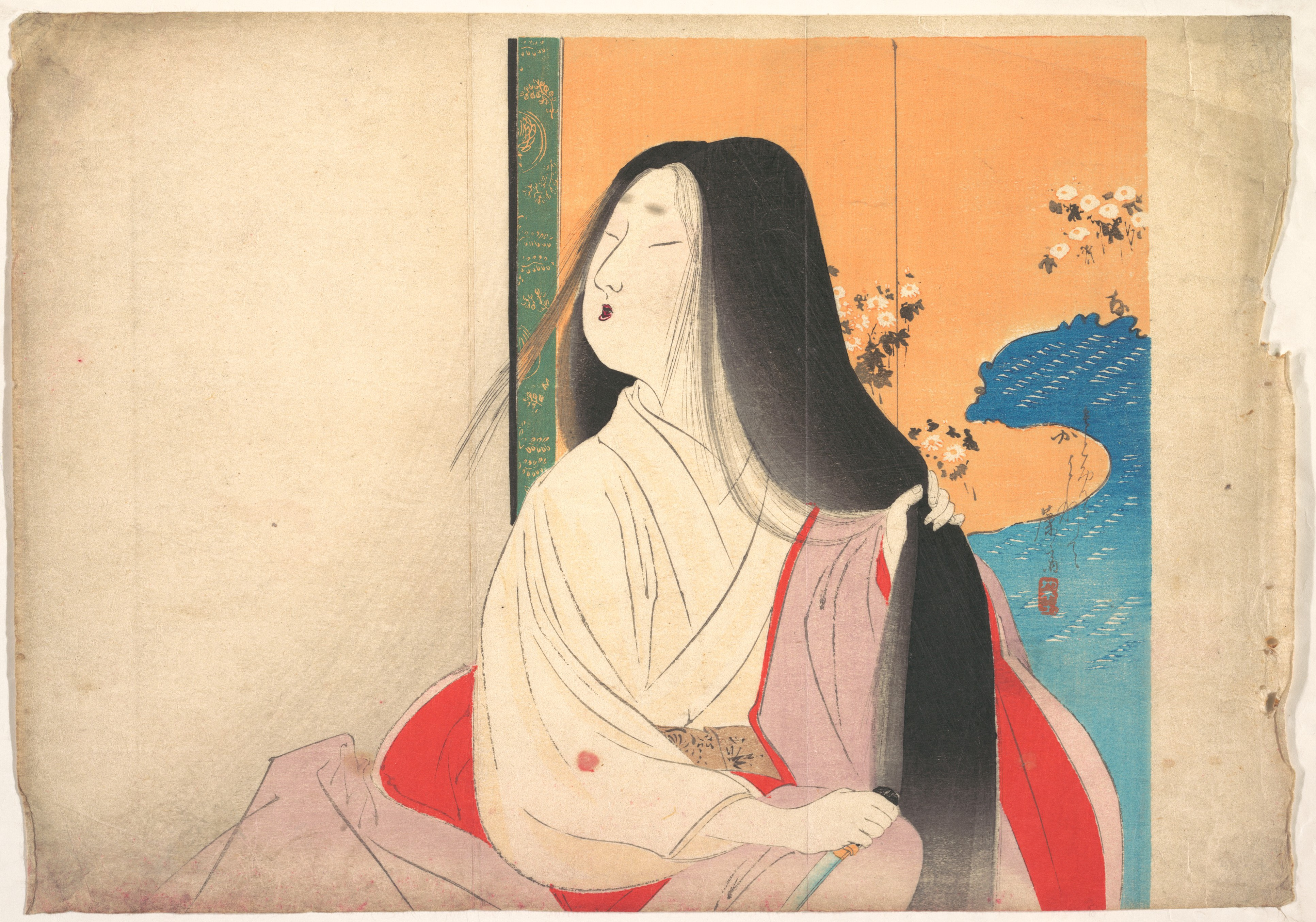
Kuchi-e de Kesa Gozen de Chizuka Reisui, 1898
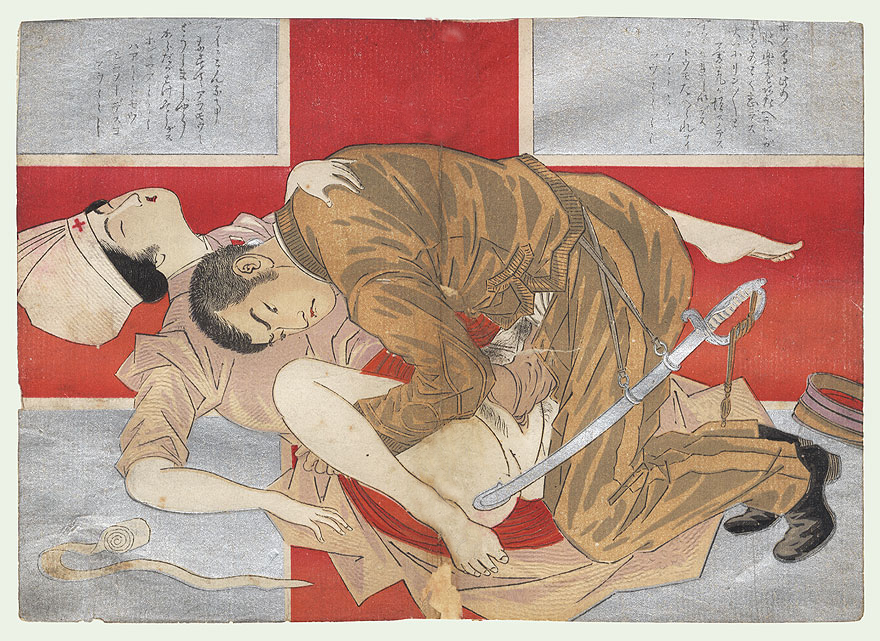
Shunga du temps de la guerre russo-japonaise, 1904
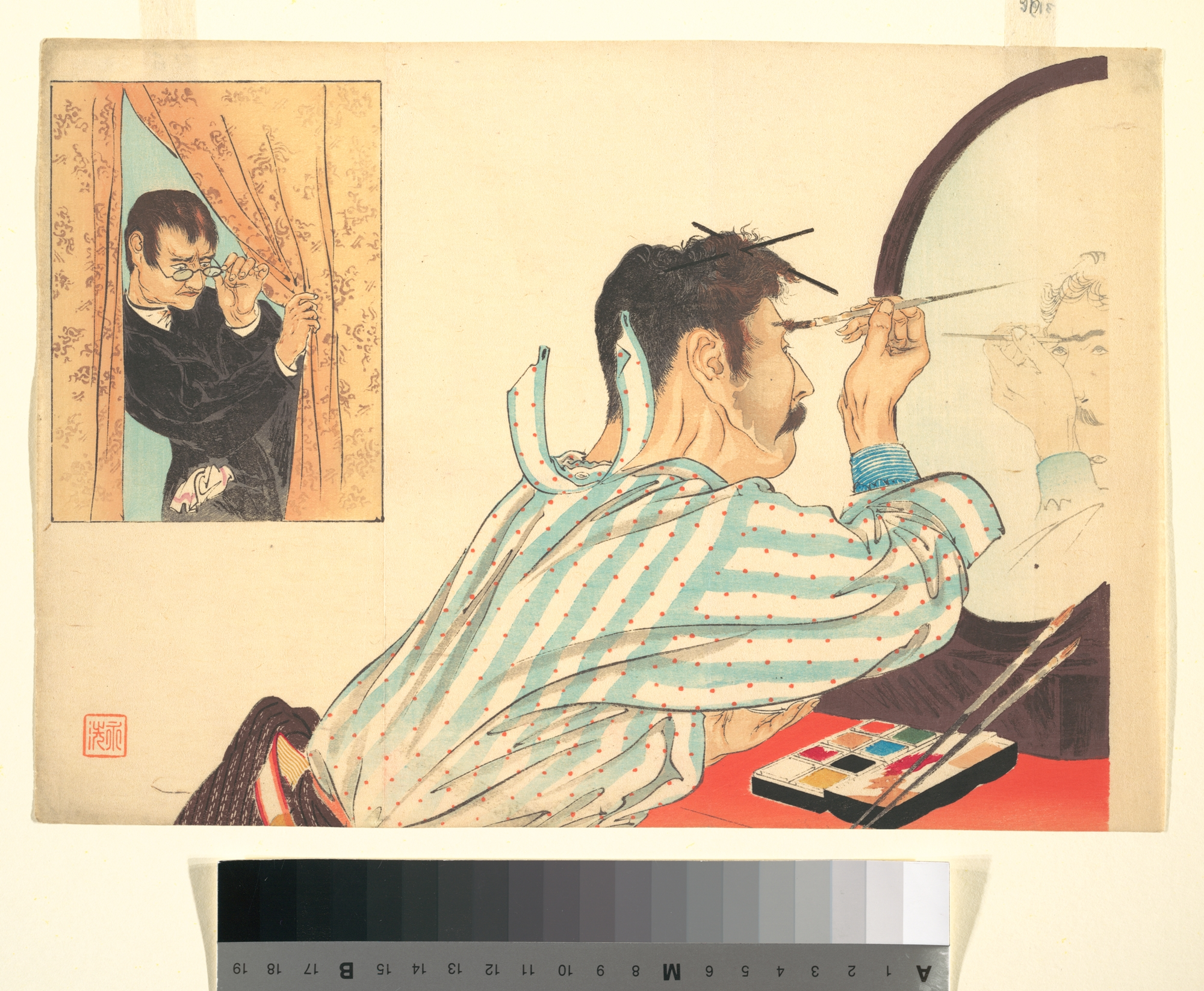
Vers 1906
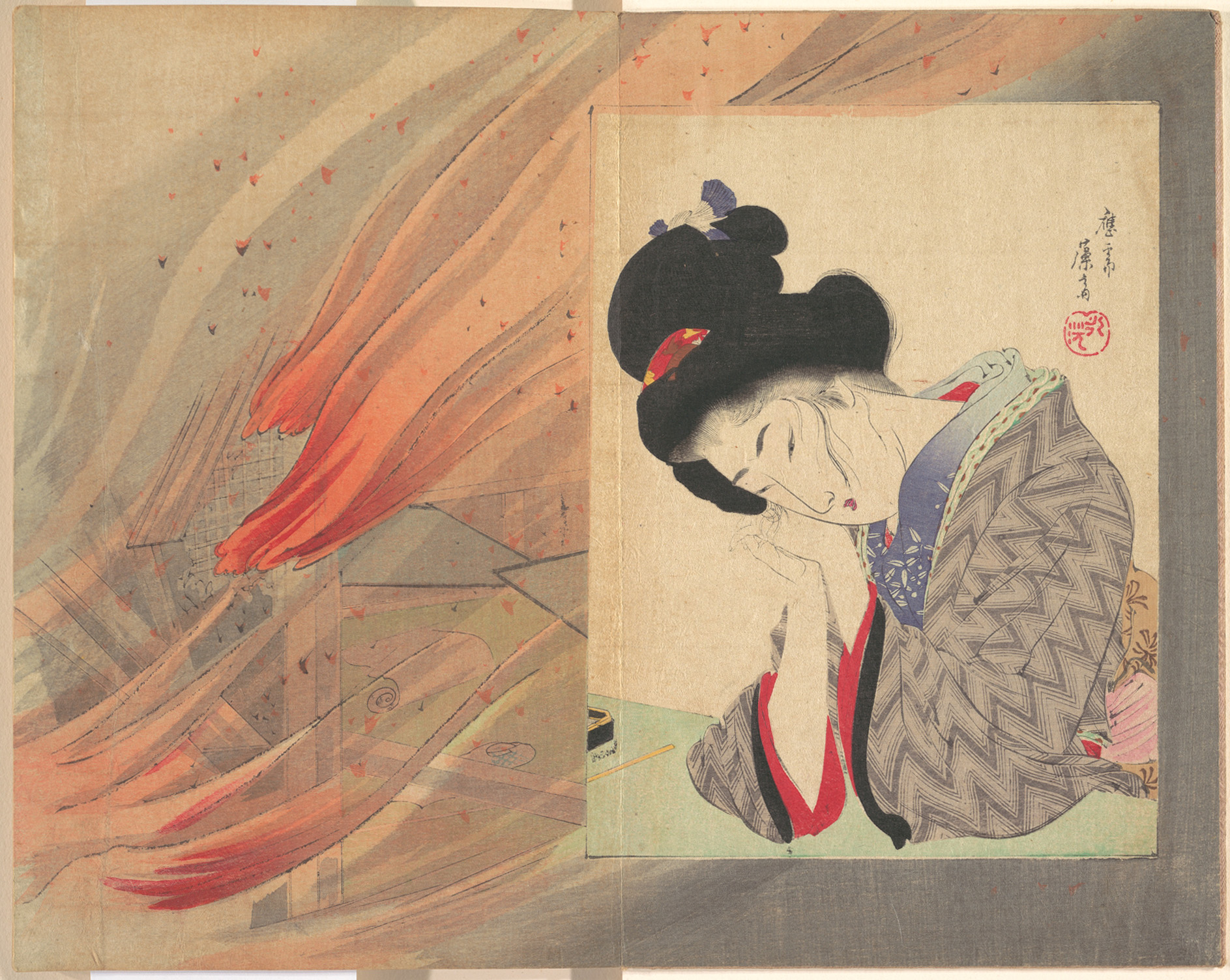
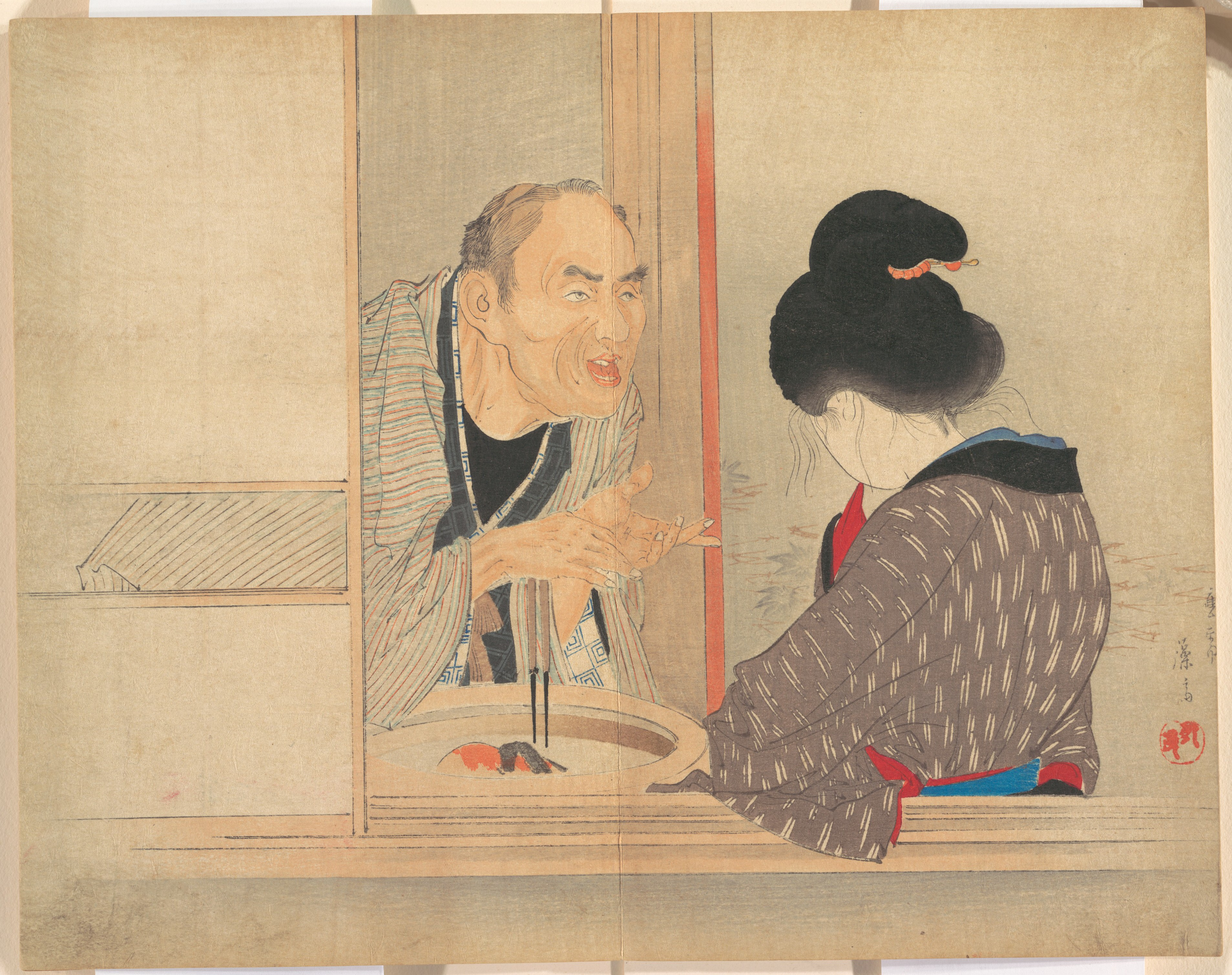
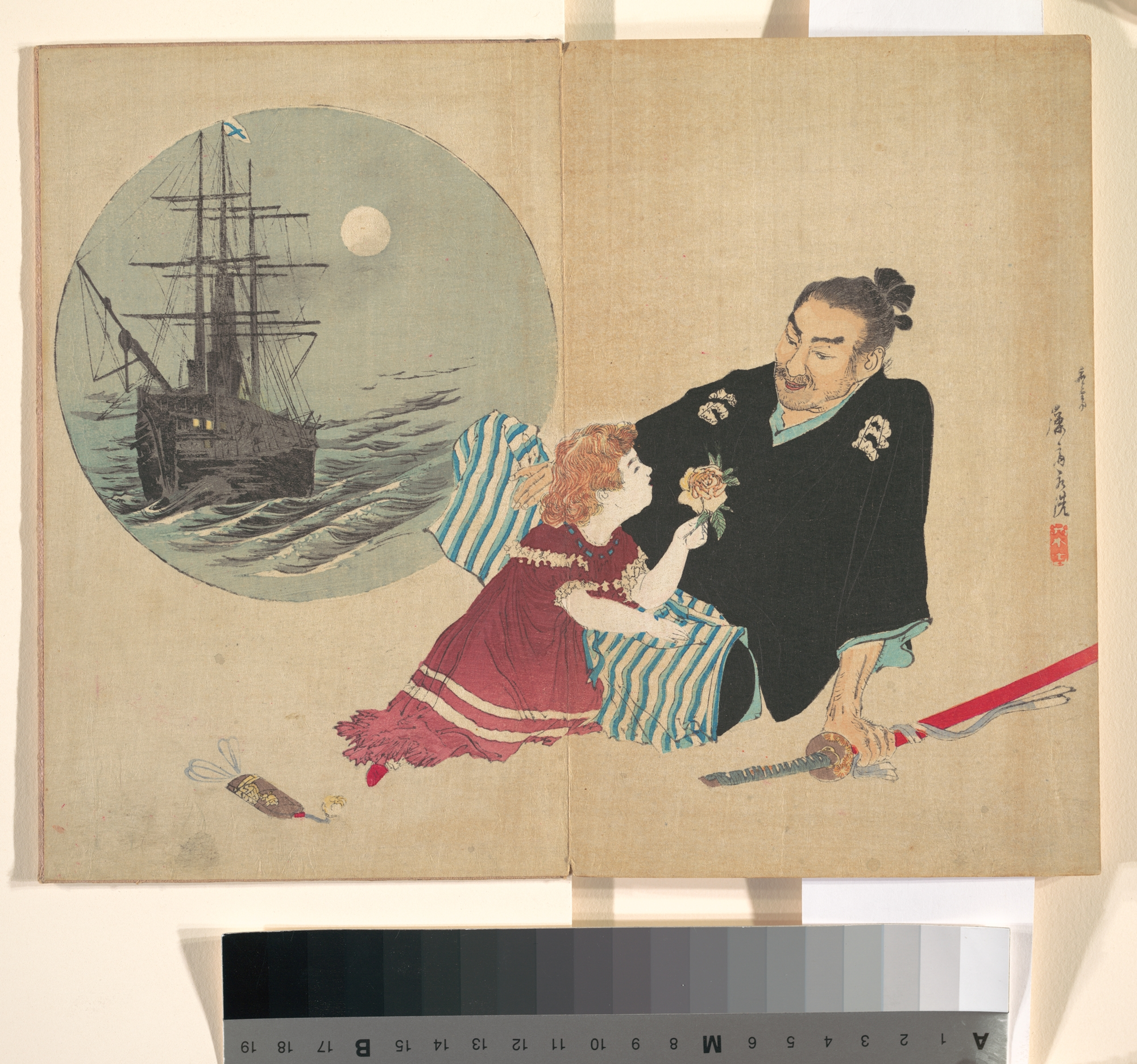